# Verschiltoon
Een verschiltoon, ook bekend als Tartini-toon, is het psychoakoestische fenomeen dat een (lagere) toon wordt waargenomen met als frequentie het verschil van de frequenties van twee klinkende tonen. Door de verschiltoon wordt duidelijk of een samenklank objectief rein is, of een kleine afwijking heeft. Bij een egaal klankbed is de verschiltoon in perfecte harmonie met de fysieke tonen.

## Werking
Als de klinkende tonen A van 440 Hz en E van 660 Hz worden gecombineerd brengen ze een verschiltoon van 220 Hz (lage A) voort en de somtoon 1100 Hz (hoge Cis). Dit heet de eerste generatie van som- en verschiltonen. Deze genereren onderling een tweede generatie (440+1100, 660+1100), die aanmerkelijk zachter klinkt, maar in het algemeen nog wel hoorbaar tot de klank van het interval A-E bijdraagt.
Het is een fenomeen dat door de violist en componist Giuseppe Tartini (1692–1770) voor het eerst beschreven en gebruikt werd. Tartini-tonen kunnen worden gehoord als een lage toon, wanneer er twee (relatief hoge) gelijksoortige tonen tegelijk klinken. Tartini-tonen zijn bijvoorbeeld goed hoorbaar wanneer een melodietje in tertsen gespeeld wordt in hogere octaven.
Lange tijd werd verondersteld dat een verschiltoon in het oor ontstond als gevolg van vervorming in het binnenoor. Een experiment waarin de ene toon op het linkeroor en de andere op het rechteroor werd aangeboden met een koptelefoon, toonde de onjuistheid van deze theorie aan. Als de veronderstelling juist zou zijn, moest de toon niet meer te horen zijn; het tegendeel was echter het geval. De toon blijkt door de hersenen geconstrueerd, 'gehoord', te worden vanwege een fenomeen dat bekendstaat als 'ontbrekende grondtoon'. Als de hersenen een aantal tonen tegelijkertijd aangeboden krijgen met frequenties in verhoudingen 3:4:5 - de harmonischen van de ontbrekende grondtoon 1, maken de hersenen deze toon erbij.

## Resultantbas
Bij pijporgels wordt gebruik gemaakt van dit principe om een laag basregister te creëren, een zogenoemde resultantbas. Door een register van 16' (deze klinkt een octaaf lager dan een 8', die op normaaltoon klinkt) te combineren met een 10 2/3' -register (een kwint), klinkt zacht een toon mee die een octaaf onder het 16'-register ligt, dus een 32'-register. Dit komt doordat de 16' en de 10 2/3' de eerste en de tweede harmonische boventoon van de 32' zijn. Dit principe wordt in grote orgels toegepast als er geen ruimte is voor een open 32'-register, aangezien de laagste pijp hiervan immers 32 voet, dus bijna 10 meter bedraagt.
Op dezelfde wijze zorgt een 5 1/3'-register gecombineerd met een 8'-register voor een resultantbas 16', en een 21 /13'-register gecombineerd met een 32'-register voor een 64'-klank.

## Vals
De off-keystemming is niet altijd vals. Zolang de interferentie onder de gehoorgrens van 20 Hz blijft is de beoordeling van het geluid als vals subjectief vals. Indien de interferentie hoger wordt en een verschiltoon genereert die zich niet harmonisch verhoudt tot de gespeelde tonen, kan men spreken van objectief vals. De unieke consonante verschijnselen van akkoorden wordt veroorzaakt doordat de verschiltonen een exacte harmonische relatie hebben tot de gespeelde tonen.

## Zweving
Zweving is een verschiltoon en een vorm van interferentie, waarbij twee geluiden met een klein verschil in frequentie een kloppende verschiltoon creëren die onder de gehoorgrens ligt, maar telbaar of voelbaar is.